# Petek Dinçöz
Didem Ezgü más conocida por su nombre artístico Petek Dinçöz (Esmirna, 29 de mayo de 1980) es una cantante, actriz, bailarina árabe, y presentadora turca. 
Hasta sus 14 años vivió con sus padres en Esmirna y luego se trasladó a Estambul. Su carrera comenzó cuando fue elegida miss Chipre del norte. Petek dinçöz se hizo popular con canciones como; Bende Kaldı,foolish Casanovay Okşa... Ha sido presentadora de un programa de televisión en las mañanas llamado Arım Balım Pete ğim que se transmitió en Startv hasta marzo del 2008.
El 8 de julio de 2014 contrajo matrimonio con el empresario Serkan Kodaloğlu.

## Discografía
- 2001. Bende Kaldı (Sigue en mí)
- 2002. Aşkın Tam Sırası (El tiempo para el amor)
- 2003. Sen Değmezsin
- 2004. Şaka Gibi (Como una broma)
- 2005. Doktor Tavsiyesi (Consejo del doctor)
- 2006. Kördüğüm
- 2006. Remixlere Nonstop İstanbul Geceleri (Sin escalas a Estambul Noches Remix)
- 2007. Yolun Açık Olsun (Quiero que seas claro)
- 2007. Arım Balım Peteğim (Mi panal de abejas)
- 2008. Frekans (Frecuencia)
- 2009. Ne Yapayım Şimdi Ben (¿Qué hago ahora?)
- 2009/2010. Bana Uyar (Me conforma)
- 2010. Morarırsın (Te convertirás en púrpura)
- 2011. Yalanı Boşver (Olvídese de las mentiras)
- 2012. Çekil (Retírate)
- 2013. Milat (Una etapa importante)
- 2014. Tadilat (Un changement)
- 2015. Eşi Benzeri Yok (No existe tal cosa / Incomparable)

## Filmografía
- 1998. Sırılsıklam
- 2000. Zehirli Çiçek
- 2002. Bir Yıldız Tutuldu = (YILDIZ)
- 2005. Nehir = (NEHİR)
- 2005.  Keloğlan Kara Prens'e Karşı = (CAN KIZ)
- 2006. Keloğlan kara prens'e karşı
- 2015. Roman Havası